# Canton de Pellegrue
Le canton de Pellegrue est une ancienne division administrative française du département de la Gironde en région Aquitaine. Située dans l'arrondissement de Langon, elle tient lieu, jusqu'au redécoupage cantonal de 2014, de circonscription d'élection des anciens conseillers généraux.

## Histoire
Le canton de Pellegrue est créé au XIXe siècle.
De 1833 à 1848, les cantons de Monségur et de Pellegrue avaient le même conseiller général. Le nombre de conseillers généraux était limité à 30 par département.
Depuis le redécoupage de 2014 applicable lors des élections départementales de mars 2015, les communes du canton de Pellegrue sont fusionnées avec celles des anciens cantons de Auros, La Réole, Sainte-Foy-la-Grande, Monségur et Sauveterre-de-Guyenne (à l'exception des communes de Coirac, Gornac et Mourens rattachées au nouveau canton de l'Entre-deux-Mers) pour former le nouveau canton du Réolais et des Bastides,.

## Géographie
Cet ancien canton situé dans la région naturelle de l'Entre-deux-Mers était organisé autour de Pellegrue. Son altitude variait de 30 m (Massugas) à 141 m (Cazaugitat) pour une altitude moyenne de 101 m.

## Composition
L'ancien canton de Pellegrue regroupait dix communes et comptait  2 761 habitants (population municipale) au 1er janvier 2012.
| Nom                      | Code Insee | Intercommunalité                                     | Superficie (km2) | Population (dernière pop. légale) | Densité (hab./km2) |
| ------------------------ | ---------- | ---------------------------------------------------- | ---------------- | --------------------------------- | ------------------ |
| Pellegrue (chef-lieu)    | 33316      | CC du Pays Foyen                                     | 38,18            | 1 067 (2014)                      | 28                 |
| Auriolles                | 33020      | CC du Pays Foyen                                     | 7,03             | 128 (2014)                        | 18                 |
| Caumont                  | 33112      | Communauté des communes rurales de l'Entre-Deux-Mers | 7,58             | 159 (2014)                        | 21                 |
| Cazaugitat               | 33117      | Communauté des communes rurales de l'Entre-Deux-Mers | 14,35            | 245 (2014)                        | 17                 |
| Landerrouat              | 33223      | CC du Pays Foyen                                     | 4,99             | 201 (2014)                        | 40                 |
| Listrac-de-Durèze        | 33247      | CC du Pays Foyen                                     | 5,31             | 174 (2014)                        | 33                 |
| Massugas                 | 33277      | CC du Pays Foyen                                     | 14,41            | 232 (2014)                        | 16                 |
| Saint-Antoine-du-Queyret | 33372      | Communauté des communes rurales de l'Entre-Deux-Mers | 6,85             | 73 (2014)                         | 11                 |
| Saint-Ferme              | 33400      | Communauté des communes rurales de l'Entre-Deux-Mers | 20,09            | 358 (2014)                        | 18                 |
| Soussac                  | 33516      | Communauté des communes rurales de l'Entre-Deux-Mers | 6,61             | 181 (2014)                        | 27                 |

## Démographie
| 1962  | 1968  | 1975  | 1982  | 1990  | 1999  | 2006  | 2011  | 2012  |
| ----- | ----- | ----- | ----- | ----- | ----- | ----- | ----- | ----- |
| 3 880 | 3 597 | 2 977 | 2 781 | 2 736 | 2 547 | 2 790 | 2 757 | 2 761 |

## Représentation

### Conseillers généraux de 1833 à 2015
| Période | Période      | Identité                                         | Étiquette           | Qualité |
| ------- | ------------ | ------------------------------------------------ | ------------------- | --- |
| 1833    | 1848 (décès) | Jean-Jacques dit Joseph Laroze aîné              |                     | Propriétaire du château Gruau-Laroze, maire de Saint-Martin-de-Lerm                                                                                              |
| 1848    | 1852         | Jean Dumas                                       |                     | Maire de Pellegrue, ancien conseiller d'arrondissement |
| 1852    | 1864         | Jean-Louis Victor Adolphe de Forcade La Roquette |                     | Avocat puis Directeur général des forêts Député du Lot-et-Garonne (1870) Sénateur (1861-1870) Ministre (1860-1861, 1867-1868, 1869) Président du Conseil Général |
| 1864    | 1871         | Gustave Gaspard Chaix d'Est-Ange                 | Centre droit        | Avocat au barreau de Paris Député de la Gironde (1869-1870) |
| 1871    | 1874         | Edmond Largeteau                                 | Républicain         | Avocat puis juge à Bordeaux |
| 1874    | 1880         | Gustave Gaspard Chaix d'Est-Ange                 | Centre droit        | Avocat au barreau de Paris |
| 1880    | 1898         | Jean Deynaud                                     | Droite bonapartiste | Propriétaire, maire de Pellegrue |
| 1898    | 1910         | Daniel Joseph Rol                                | Républicain         | Propriétaire à Pellegrue |
| 1910    | 1940         | Léopold Dutilh                                   | RG                  | Propriétaire du château et maire de Massugas, conseiller d'arrondissement                                                                                        |
|         |              |                                                  |                     | |
| 1945    | 1951         | Pierre Chanut                                    | SFIO                | Maire de Saint-Antoine-du-Queyret |
| 1951    | 1958         | Georges Pebeyre                                  | DVD                 | Notaire à Pellegrue |
| 1958    | 1972 (décès) | Georges Fauré                                    | Rad.                | Maire de Pellegrue |
| 1973    | 1988         | André Goudard                                    | App. PCF            | Assureur Maire de Pellegrue (1972-1995) |
| 1988    | 2008         | Guy Riffaud                                      | RPR                 | Viticulteur, maire de Landerrouat |
| 2008    | 2015         | José Bluteau                                     | DVD puis MoDem      | Fonctionnaire Maire de Pellegrue |

### Conseillers d'arrondissement (de 1833 à 1940)
Le canton de Pellegrue appartenait à l'arrondissement de La Réole jusqu'à sa disparition en 1926.
| Période                                  | Période          | Identité                       | Étiquette          | Qualité |
| ---------------------------------------- | ---------------- | ------------------------------ | ------------------ | --- |
| 1833                                     | 1836             | Jean Dumas                     |                    | Propriétaire à Pellegrue                                                                                    |
| 1836                                     | 1842             | M. Lefebvre de Cheverus        |                    | Propriétaire à Pellegrue                                                                                    |
| 1842                                     | 1848             | Jean Paul Delachau (1807-1863) |                    | Propriétaire du château de Labatut à Massugas, juge de paix de Pellegrue                                    |
|                                          |                  |                                |                    | |
| 1877                                     | 1895             | François Laboual               | Droite             | Maire de Saint-Ferme, suppléant du juge de paix                                                             |
| 1895                                     | 1897 (démission) | Pierre Bouton                  | Républicain        | Propriétaire, maire de Massugas                                                                             |
| 1898                                     | 1901             | M. Dussaut                     |                    | |
| 1901                                     | 1910             | Léopold Dutilh (1871-1941)     | Républicain rallié | Propriétaire du château et maire de Massugas                                                                |
| 16 octobre 1910                          | 1925             | Jean Laganne                   | Républicain        | Vétérinaire, adjoint au maire de Pellegrue                                                                  |
| 1925                                     | 1940             | Gaston Comin                   | Radical            | Propriétaire viticulteur, maire de Soussac                                                                  |
| 1940                                     |                  |                                |                    | Les conseils d'arrondissement ont été suspendus par la loi du 12 octobre 1940 et n'ont jamais été réactivés |
| Les données manquantes sont à compléter. |                  |                                |                    | |